# Парчевський Всеволод Володимирович
Всеволод Володимирович Парчевський (7 липня 1914, Харків — 23 грудня 1975, Харків) — український радянський художник; член Харківської організації Спілки радянських художників України з 1956 року.

## Біографія
Народився 7 липня 1914 року в місті Харкові (нині Україна). 1940 року поступив до Харківського художнього інституту, проте перервав навчання через німецько-радянську війну. Під час війни служив у Червоній армії старшиною медслужби в евакуаційному шпиталі 3255. Нагороджений двома медалями «За бойові заслуги» (4 вересня 1944; 10 липня 1945), медалями «За оборону Сталінграда» (22 грудня 1942), «За перемогу над Німеччиною» (9 травня 1945).
1950 року закінчив Харківський художній інститут. де навчався зокрема у Михайла Дерегуса, Олександра Любимського. Жив у Харкові, в будинку на вулиці Культури, № 20, квартира 20. Помер у Харкові 23 грудня 1975 року.

## Творчість
Працював в галузі станкового живопису і графіки. Серед робіт:
- «Стояти на смерть» (1950);

графічні серії
- «Шляхами війни» (1954);
- «Альпіністи» (1957);
- «Визволення Харківщини» (1958);
- «Рік 1941-й» (1962—1965);

діорами
- «Бій за село Соколове 8 березня 1943 року» в Музеї бойового братерства у селі Соколовому (1966, співавтори Ілля Ефроїмсон, Віллі Мокрожицький);
- «Корсунь-Шевченківська битва» у Корсунь-Шевченківському державному історико-культурному заповіднику у місті Корсуні-Шевченківському (1968, співавтори Ілля Єфроїмсон, Віллі Мокрожицький);
- «Прорив німецької лінії оборони  «Вотан» у жовтні 1943 року» у Мелітопольському краєзнавчому музеї в місті Мелітополі (1972, співавтори Павло Редін, Юрій Смирнов, Павло Никифоров)[3].

Брав участь у республіканських виставках з 1951 року, всесоюзних — з 1954 року, зарубіжних — з 1967 року. Персональні виставки відбулися у Харкові у 1974 році та у Балаклеї у 1976 році.